# 11462 Hsingwenlin
11462 Hsingwenlin è un asteroide della fascia principale. Scoperto nel 1981, presenta un'orbita caratterizzata da un semiasse maggiore pari a 2,5692450 UA e da un'eccentricità di 0,1008867, inclinata di 1,49346° rispetto all'eclittica.